# Alfarería de Castandet

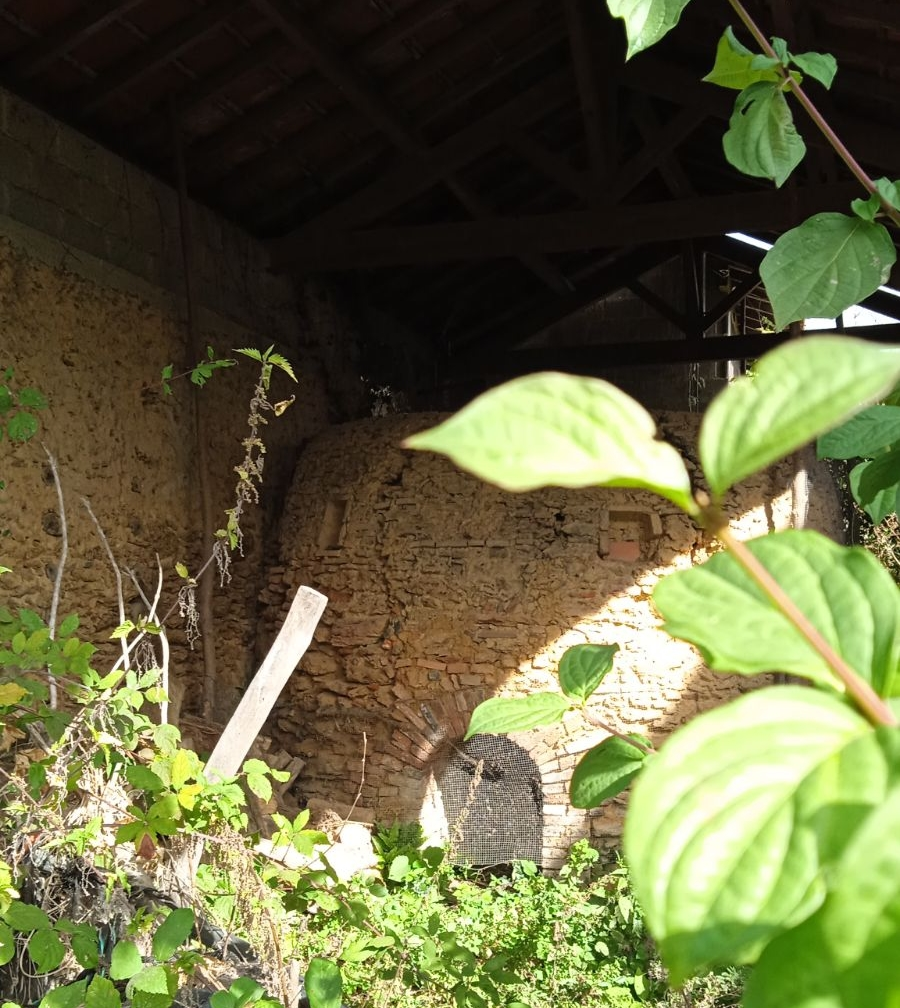
El horno de cerámica de Lamothe, construido en el siglo, en el distrito de Perron. Único horno que aún se conserva en Castandet.

La alfarería de Castandet era la producción cerámica del pueblo de Castandet, en las Landas (Francia), entre los siglos XV y XX, de uso esencialmente utilitario.

## Historia
Desde la Edad Media, tres aldeas de Castandet, cerca de Mont-de-Marsan, se han dedicado a la alfarería para explotar las arcillas y margas de tierras poco aptas para el cultivo. A diferencia de otros yacimientos, el centro alfarero de Castandet no está especializado en la producción de un tipo concreto de objeto : de terracota se fabrican los platos y utensilios destinados a la preparación, cocción o conservación de alimentos o agua, los artículos domésticos necesarios para la higiene o la iluminación y las herramientas para trabajos agrícolas o artesanales. Esta protoindustria que englobaba a toda una comunidad ocupaba a los campesinos durante una parte del año, dedicándose el resto al trabajo en el campo o en la viña ; algunos conseguían ganarse la vida exclusivamente con la alfarería.
El apogeo comercial de la cerámica de Castandet se produjo en el siglo XVIII, con alrededor de sesenta talleres. Estas producciones se vendían en mercados y ferias de las Landas y más allá ; su uso está atestiguado en gran parte de Gascuña. La competencia de la loza y luego de otras producciones regionales más baratas afectó la actividad del pueblo. La situación social de los alfareros se deterioró en el siglo XIX. La aparición de nuevos materiales metálicos o plásticos pone fin a la cerámica utilitaria. Los alfareros sobrevivieron fabricando vasijas para la extracción de resina y obras artísticas hasta mediados del siglo XX, suponiendo la decadencia total del centro de Castandet Tras un tiempo de olvido, la historia de esta artesanía local fue redescubierta y estudiada a partir de los años 1980. En 2024 se inauguró un museo dedicado a la cerámica de Castandet.